# More (Usher)
More è un brano musicale del cantante statunitense Usher, presente come bonus track sul suo sesto album Raymond v. Raymond. Il brano è stato scritto da Charles Hinshaw, Usher e RedOne, quest'ultimo anche produttore. Il brano è stato reso inizialmente disponibile il 16 marzo 2010 attraverso iTunes come terzo singolo promozionale per promuovere l'uscita dell'album. In seguito è stato ripubblicato in una versione remixata da RedOne come singolo internazionale estratto dall'album il 12 dicembre 2010.
Il brano è stato utilizzato per promuovere l'NBA All-Star Weekend 2010, con un video musicale in cui si alternano sequenze di partite ad immagini di Usher.

## Tracce
Digital single (2010)
1. More (RedOne Jimmy Joker Remix) - 3:40
2. More (RedOne Jimmy Joker Extended Remix) - 5:12
3. More (RedOne Jimmy Joker Instrumental) - 3:39

## Classifiche
| Classifica (2010/2011) | Posizione massima |
| ---------------------- | ----------------- |
| Australia              | 23                |
| Belgio (Fiandre)       | 44                |
| Canada                 | 1                 |
| Finlandia              | 2                 |
| Irlanda                | 25                |
| Norvegia               | 9                 |
| Nuova Zelanda          | 16                |
| Paesi Bassi            | 29                |
| Regno Unito            | 23                |
| Slovacchia             | 46                |
| Stati Uniti            | 25                |
| Stati Uniti (Pop)      | 21                |
| Svezia                 | 38                |
| Svizzera               | 53                |

### Classifiche di fine anno
| Classifica (2011) | Posizione |
| ----------------- | --------- |
| Stati Uniti       | 61        |